# FC Eindhoven
FC Eindhoven is een Nederlandse profvoetbalclub. Blauw en wit zijn de clubkleuren. FC Eindhoven speelt zijn wedstrijden in het Jan Louwers Stadion.
De club komt voort uit E.V.V., de amateurvoetbalvereniging die tegenwoordig bekend staat onder de naam FC Eindhoven AV.

## Geschiedenis
Op 16 november 1909 wordt er een vergadering gehouden in Eindhoven. Enkele heren zien aan hoe clubs uit West-Nederland groter en beter worden, en willen dat ook graag met een Eindhovense club bereiken. Er wordt besloten een nieuwe vereniging op te richten: E.V.V., een afkorting van Eindhovense Voetbal Vereniging. De clubkleuren worden blauw-wit. Het blauw komt van het toenmalige wapen van Eindhoven. E.V.V. begint in de Brabantse Voetbalbond (de regionale competitie) maar mag enkele jaren later al in de NVB uitkomen. In 1921 fuseert E.V.V. met Gestel en verandert haar naam in E.V.V. Eindhoven.
De gemeente Eindhoven laat in 1934 velden aanleggen voor de club. Dat gebeurt op de Aalsterweg (waar het stadion nu nog steeds staat). De eerste wedstrijd speelde EVV Eindhoven tegen landskampioen Ajax. Het zou in een debacle eindigen: 8-2. In de jaren dertig bungelt EVV Eindhoven steeds in de onderste regionen van de competitie, maar het weet toch succes te boeken: in 1937 pakt de club de KNVB beker. Twee jaar later wordt EVV Eindhoven zelfs kampioen van de 1e Klasse Zuid en mag het met Ajax, DWS, N.E.C. en Achilles 1894 uitmaken wie landskampioen wordt. EVV Eindhoven wordt uiteindelijk vierde en houdt alleen Achilles achter zich. Ook in 1942 wordt Eindhoven kampioen van 1e Klasse Zuid.
De jaren vijftig kunnen wel de meest succesvolle jaren genoemd worden. In 1950 krijgt EVV voor het eerst een international: Noud van Melis maakt zijn debuut in het Nederlands voetbalelftal. Frans Tebak en Dick Snoek zouden snel volgen. In 1952 wordt EVV tweede in de 1e Klasse. Een jaar later wordt de club 1e Klasse-kampioen, en tweede in het landskampioenschap. In 1954 komt het grootste succes: EVV wordt landskampioen. Dit was het laatste kampioenschap voordat het betaald voetbal ingevoerd werd.

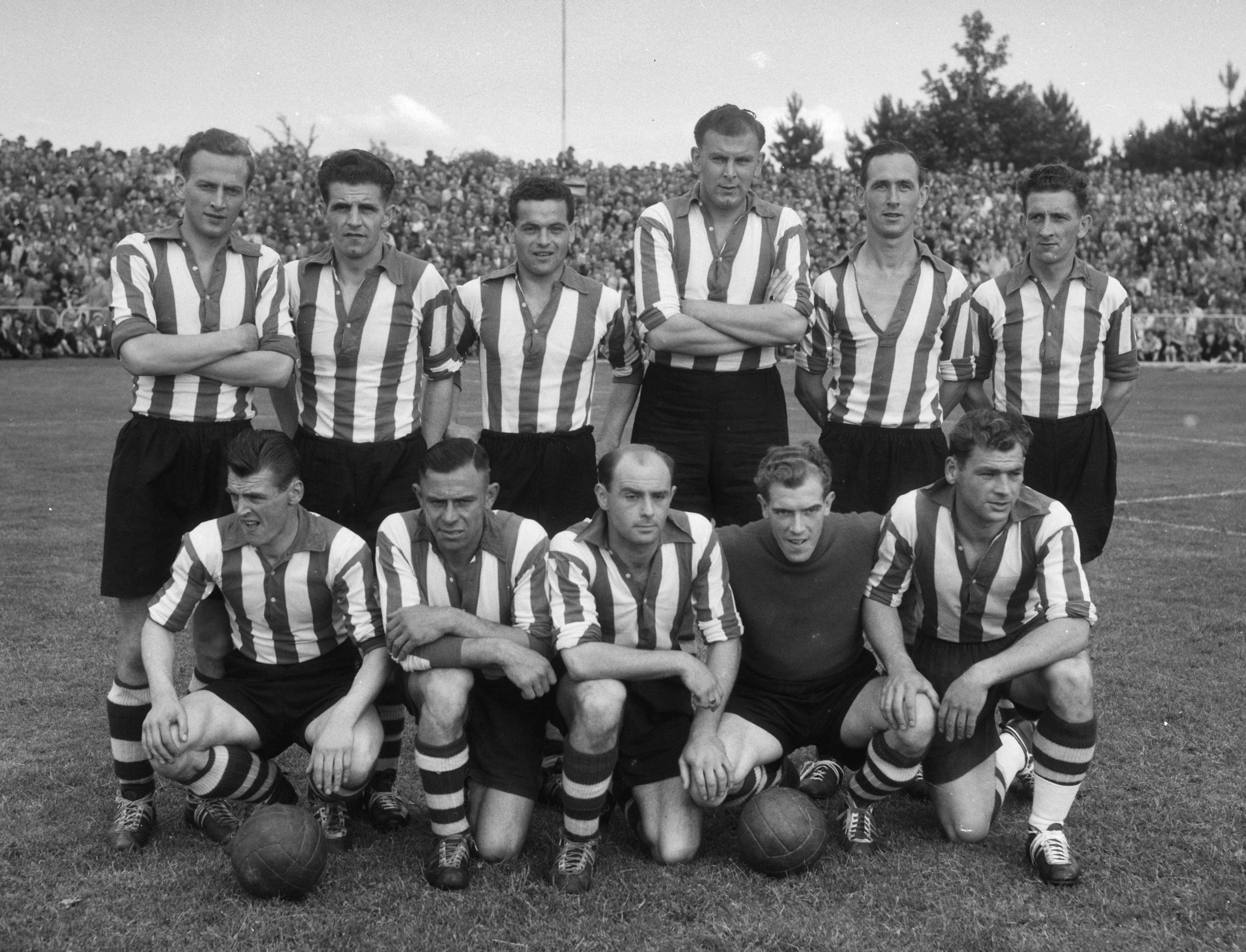
Het kampioenselftal van EVV in het seizoen 1953/54

Voor het seizoen 1954/55 worden de Nederlandse clubs in vier klassen ingedeeld. EVV wordt eerste in de 1e Klasse D en mag behalve in de kampioenscompetitie ook meedoen met het betaalde voetbal in het seizoen 1955/56. In de kampioenscompetitie wordt EVV 4e. De seizoenen erop gaat het bergafwaarts met EVV, met degradatie in 1957.
EVV blijft in de Eerste divisie spelen, tot 1969 als EVV degradeert naar de Tweede Divisie. Andere problemen komen in 1973: EVV krijgt een hoge schuldenlast. Een faillissement wordt mede door de gemeente afgewend. In 1975 promoveert EVV via de nacompetitie weer naar de Eredivisie. Daar verblijft de club twee seizoenen, om weer te degraderen naar de Eerste divisie. Trainer in die jaren is de oud SVV-speler Rinus Gosens.
De laatste jaren blijft succes uit. Er worden wel enkele periodekampioenschappen behaald, en in 1999 de kwartfinale van de KNVB beker. In 1997 vindt er een scheiding binnen de club plaats: EVV Eindhoven gaat verder als amateurclub, en de nieuwe profclub heet SBV Eindhoven (Stichting Betaald Voetbal Eindhoven). In 2002 wordt de naam van SBV Eindhoven weer veranderd in FC Eindhoven.
Op 1 maart 2010 won FC Eindhoven sinds lange tijd weer een periodetitel en stelde op die manier deelname aan de nacompetitie veilig. In de nacompetitie moest FC Eindhoven eerst twee wedstrijden spelen tegen AGOVV Apeldoorn. Dat tweeluik werd gewonnen. In de tweede ronde trad Eindhoven aan tegen Willem II. Na een 1-2 nederlaag in eigen huis werd in Tilburg met 1-1 gelijkgespeeld.
In het seizoen 2011/12 werd FC Eindhoven derde en plaatste zich voor de play-offs om promotie. In de eerste wedstrijd (in de tweede ronde) was Helmond Sport te sterk. In het daarop volgende seizoen (2012/13) behaalde FC Eindhoven het niveau van het seizoen daarvoor niet en eindigde de club op een teleurstellende 16e plaats. Dat was de laagste plaats van dat seizoen door het faillissement van AGOVV Apeldoorn en SC Veendam dat seizoen. Een seizoen later (2013/14) speelde de club weer mee in de bovenste regionen van de Eerste divisie en eindigde het op een 6e plaats, die recht gaf op deelname aan de play-offs. Daarin bleek Sparta Rotterdam in de eerste ronde te sterk.

### Samenwerking PSV
FC Eindhoven wordt al sinds de jaren zestig overklast door "de grote buurman", PSV. In 2004 werd er een samenwerkingsverband afgesloten met PSV. Deze samenwerking hield in dat PSV jeugdige spelers verhuurde aan FC Eindhoven. Daarmee hoopte FC Eindhoven ook weer structureel mee te doen in de top van de Eerste divisie. Ook hielp PSV met het zoeken van een nieuwe trainer (Louis Coolen). Bij PSV waren er intern wel discussies over het samenwerkingsverband, vooral tussen de toenmalige trainer Guus Hiddink en voorzitter Rob Westerhof. Hiddink vond het verhuren van spelers aan FC Eindhoven geen vooruitgang voor die spelers. Het plan werd uiteindelijk toch doorgezet en er werden enkele spelers (Jelle ten Rouwelaar, Sepp De Roover, Otman Bakkal, Saša Stojanović en Tim Janssen) verhuurd.
In het seizoen 2007/08 kwamen verdediger Jelle De Bock en keeper Ruud Boffin op huurbasis over van PSV. Daarna kwam er een eind aan de samenwerking door een verschil van inzichten. Doordat FC Eindhoven in 2010 definitief ervoor koos om een opleidingsclub te zijn maar in de loop van het seizoen 2011/12 werd de samenwerking weer opgepakt. Youness Mokhtar kwam op huurbasis van PSV over. Ernest Faber was in deze samenwerking een bindende factor. Doordat Jong PSV in het seizoen 2013/14 toetrad tot de Jupiler League worden er sindsdien geen talenten meer door PSV verhuurd. Beide clubs hadden sinds het seizoen 2012/13 ook een dameselftal PSV/FC Eindhoven, dat in de BeNe League uitkomt. Deze samenwerking werd beëindigd in de zomer van 2015.

### Einde betaald voetbal?
In maart 2008 maakte de club bekend een brief van de Koninklijke Nederlandse Voetbalbond (KNVB) te hebben ontvangen met het verzoek zich vrijwillig terug te treden uit het betaald voetbal. De club reageerde woedend omdat de inhoud van de brief openbaar werd, voordat de club deze ontving en ging dan ook niet op het verzoek in.
In april 2008 maakte de club bekend dat men, indien het de financiën niet binnen acht weken op orde had, het betaald voetbal zou verlaten. Doordat er via verschillende acties van lokale ondernemers en supporters geld werd opgehaald, was de club positief over het voortbestaan.
Eind mei 2008 maakte de club bekend dat men toch doorging met het spelen van betaald voetbal in het Jan Louwers Stadion. De gemeente Eindhoven kocht de lichtmasten van de club en PSV hielp mee door de schuld van ruim €200.000 kwijt te schelden. Door externe sponsors, hoofdsponsor VDL en donaties van supporters kreeg FC Eindhoven de begroting toch rond en was FC Eindhoven ook in het seizoen 2008/09 aanwezig in de Jupiler League. Een half jaar later, in november 2008, dreigde voor FC Eindhoven opnieuw het verlies van de proflicentie omdat de jaarrekening niet in orde zou zijn. Het bestuur van de club bestreed dit. Op woensdag 21 januari 2009 werd het hoger beroep tegen het intrekken van de proflicentie afgewezen. Eind april werd een ander hoger beroep tegen het afkeuren van de begroting ook verloren. Hiermee werd de club werd voor het derde achtereenvolgende jaar in de zogenaamde "categorie 1" ingedeeld en dit kon ertoe leiden dat de KNVB de licentie in zou trekken.
Op 12 mei 2009 maakte de KNVB bekend dat het de licentie van FC Eindhoven niet introk, maar dat FC Eindhoven ook in het seizoen 2009/10 uit kon komen in de Eerste divisie, mits strikt aan een tweetal voorwaarden zou worden voldaan. De eerste voorwaarde was, dat aan de resterende verplichtingen voor het seizoen 2008/09 werd voldaan en dat de club voor 31 mei een sluitende begroting voor het komende seizoen bij de KNVB zou inleveren. Op woensdag 13 mei 2009 maakte de hoofdsponsor bekend dat deze, gezien de economische crisis, geen extra financiële inspanning ten behoeve van FC Eindhoven wou doen. FC Eindhoven adviseur Harry van Raaij toonde zich echter zeer hoopvol over het toekomstperspectief van FC Eindhoven.

### Wederopstanding
Begin juli 2009 maakte de KNVB bekend dat het akkoord ging met de begroting voor het volgend seizoen en dat het de club vanuit de categorie 1 naar categorie 2 promoveerde. Hiermee stond de club niet langer onder curatele van de KNVB.
Op vrijdag 20 november 2009 werd in de thuiswedstrijd tegen FC Omniworld groots het 100-jarig bestaan van de club gevierd. De wedstrijd met 2-0 gewonnen door doelpunten van Leon Kantelberg en Tim Nelemans.
Op 1 maart 2010 won FC Eindhoven de derde periodetitel na een 0-1-overwinning in en tegen SC Veendam. Die wedstrijd werd meerdere malen afgelast waardoor de vierde periode al begonnen was alvorens de derde periode afgesloten werd. FC Eindhoven had aan een punt voldoende om zichzelf tot periodekampioen te kronen. Lange tijd leek de wedstrijd in een doelpuntloos gelijkspel te eindigen, maar drie minuten voor tijd maakte Bart van den Eede aan alle onzekerheid een eind door FC Eindhoven op een 0-1-voorsprong te zetten. Ruim 600 meegereisde supporters vierden met spelers en staf een feestje aan De Langeleegte alvorens terug te reizen naar Eindhoven.
Door het winnen van de periodetitel plaatste FC Eindhoven zich voor de play-off promotie/degradatie. In de eerste ronde kwam de club uit tegen AGOVV Apeldoorn. Thuis werd met 1-0 gewonnen  In Apeldoorn werd een paar dagen later met 2-3 gewonnen, nadat FC Eindhoven tweemaal op achterstand was gekomen. Invaller Patrick N'Koyi-Kiabu besliste met twee doelpunten de wedstrijd in Eindhovens voordeel.
In de tweede ronde van de play-offs nam FC Eindhoven het op tegen eredivisionist Willem II. In de thuiswedstrijd kwam FC Eindhoven al na een minuut op een 1-0-voorsprong door een doelpunt van Leon Kantelberg. In de tweede helft draaiden de Tilburgers de wedstrijd om en scoorden Stef Nijland en Arjan Swinkels voor Willem II, waardoor de overwinning naar Willem II ging. Een paar dagen later was FC Eindhoven dichtbij een stunt. Willem II kwam in eigen stadion nog wel op 1-0 door Sheotahul, maar vervolgens was het FC Eindhoven dat de klok sloeg. Rochdi Achenteh miste de grootste kans voor FC Eindhoven door een strafschop te missen. Ruud van de Rijt tekende vervolgens alsnog voor de gelijkmaker. Verder kwam FC Eindhoven niet en was uitgeschakeld.
Het seizoen 2010/11 begon met een nieuwe trainer voor de groep. Jan Poortvliet verruilde FC Eindhoven voor Telstar en als zijn opvolger werd Ernest Faber gepresenteerd. Onder Faber speelde FC Eindhoven een zeer verdienstelijke eerste competitiehelft waarin het na de vierde speelronde zelfs lijstaanvoerder in de Jupiler League was. Na de winterstop werden de prestaties minder, doordat er met Jelle de Bock, Jens van Son en Jeffrey Vlug drie belangrijke basisspelers langdurig wegvielen door blessures. FC Eindhoven sloot het seizoen, net als het jaar ervoor, af op een twaalfde plaats. In de bekercompetitie werd FC Eindhoven na in de tweede ronde met 3-5 gewonnen te hebben van topklasser EVV, in de derde ronde uitgeschakeld door AZ.
Het seizoen 2011/12 begon voortvarend voor FC Eindhoven. De eerste vier wedstrijden werden gewonnen, alvorens een 0-0 gelijkspel bij AGOVV het eerste puntverlies betekende. Winst op Go Ahead Eagles hield echter in dat FC Eindhoven op 25 september thuis bij een overwinning op FC Zwolle zichzelf tot periodekampioen kon kronen. Dit lukte echter niet. De wedstrijd eindigde in 2-2. Een week later kreeg FC Eindhoven een tweede kans op de periodetitel. In het uitduel tegen MVV volstond een gelijkspel om alsnog de periodetitel binnen te halen. FC Eindhoven lag 84 minuten op koers om dit te realiseren, maar Michael la Rosa besliste anders. De aanvaller van MVV maakte het enige doelpunt van de wedstrijd, waardoor FC Eindhoven zijn eerste nederlaag leed en de periodetitel aan FC Zwolle moest laten. De rest van het seizoen bleef FC Eindhoven uitstekend presteren en behaalde met de laagste begroting in het betaalde voetbal een uitstekende derde plaats. In de play-offs werd in de 2e ronde verloren van aartsrivaal Helmond Sport. Ook in de seizoenen erna werden goede prestaties behaald en werd tussen 2014 en 2016 drie keer achter elkaar de play-offs behaald, met als hoogtepunt de tweede plaats in het seizoen 2014/15. Onder leiding van Jean-Paul de Jong werd een puntenrecord behaald (80 punten uit 38 wedstrijden).
Sinds 2016 werden de resultaten minder. Na een elfde en twaalfde plaats in de seizoenen 2016/17 en 2017/18, werd het seizoen 2018/19 afgesloten met een veertiende plaats. In het seizoen 2019/20 stond FC Eindhoven 13e toen de competitie in maart werd stilgelegd vanwege COVID-19. Een seizoen later (2020/21) werd FC Eindhoven nummer 15 van de Eerste Divisie.
Onder een nieuwe trainer, Rob Penders, vond FC Eindhoven in het seizoen 2021/22 weer de weg omhoog. Na een sterke tweede seizoenshelft had de ploeg uitzicht op directe promotie naar de Eredivisie, maar bleef steken op de derde plaats. In de play-offs werd in de eerste ronde De Graafschap aan de kant gezet via een 1-1 gelijkspel in Doetinchem en een 3-1 overwinning in het Jan Louwers Stadion. In de halve finale was ADO Den Haag tweemaal met 2-1 te sterk.

### Logo
Op 21 juni 2022 lanceerde FC Eindhoven een nieuw clublogo, waarbij men voortbouwt op clubtraditie, maar is gericht op de toekomst. Bij de ontwikkeling van het nieuwe logo werkte FC Eindhoven intensief samen met supporters, sponsoren, medewerkers en andere stakeholders. Zo is het nieuwe logo ontworpen door trouwe supporter Max Rovers.
In vergelijking tot eerdere clublogo’s is goud toegevoegd voor meer diepte en dynamiek én zorgt de zwarte rand voor meer contrast tot de achtergrond. De kleuren in het logo refereren naar het ontstaan van E.V.V.. Het blauw (azuur) en goud is afkomstig uit het oude stadswapen van Eindhoven, het wapen waar de eerste voetbalclub van Eindhoven zijn blauwe strepen aan dankt.

## Erelijst
| Nationaal                     |    |         |
| Nederlands landskampioenschap | 1× | 1953/54 |
| Holdertbeker                  | 1× | 1936/37 |

## Organisatie
| Raad van Commissarissen |           |                                  |      |
| Juul van Hout           | Nederland | Voorzitter                       | 2019 |
| Marc Burgers            | Nederland | Commissaris                      |      |
| Dennis Steines          | Nederland | Commissaris                      | 2019 |
| Michiel Pieters         | Nederland | Commissaris                      | 2020 |
| Pieter van der Leegte   | Nederland | Commissaris                      | 2015 |
| Rob Meulendijks         | Nederland | Commissaris                      | 2019 |
| Ronald Onink            | Nederland | Commissaris                      | 2014 |
| Directie                |           |                                  |      |
| Peter Bijvelds          | Nederland | Algemeen directeur               | 2025 |
| Management              |           |                                  |      |
| Bram van Rijn           | Nederland | Manager FCE Foundation           |      |
| Lars van Herk           | Nederland | Marketing & communicatie manager |      |
| Maarten de Bruijn       | Nederland | Operationeel manager             | 2025 |
| Marcel van den Bunder   | Nederland | Commercieel manager              | 2021 |
| Marc Scheepers          | Nederland | Technisch manager                | 2022 |
| Jeugdopleiding          |           |                                  |      |
| Pascal Maas             | Nederland | Hoofd Jeugdopleiding             | 2014 |

Laatste update: 7 mei 2025

## Eerste elftal

### Selectie
| Nr.           | Naam                 | Nationaliteit    | Contract | Vorige club            |
| ------------- | -------------------- | ---------------- | -------- | ---------------------- |
| Doelmannen    |                      |                  |          |                        |
| 1             | Jort Borgmans        | Nederland        | 2026     | Eigen jeugd            |
| 26            | Jorn Brondeel        | België           | 2026     | SK Beveren             |
| 30            | Nino Fancito         | Curaçao          | ama      | Eigen jeugd            |
| Verdedigers   |                      |                  |          |                        |
| 2             | Tyrese Simons        | Nederland        | 2027     | Eigen jeugd            |
| 3             | Farouq Limouri       | Nederland        | 2026     | Sparta Rotterdam       |
| 17            | Luc Netten           | Nederland        | ama      | Feyenoord -21          |
| 19            | Ruben van Eijndhoven | Nederland        | ama      | Eigen jeugd            |
| 22            | Clint Essers         | Nederland        | 2026     | SG Barockstadt         |
| 25            | Terrence Douglas     | Nederland        | 2026     | NK Istra 1961          |
| 33            | John Neeskens        | Verenigde Staten | 2026     | CE Europa              |
| Middenvelders |                      |                  |          |                        |
| 5             | Daan Huisman         | Nederland        | 2026     | Vitesse                |
| 6             | Dyon Dorenbosch      | Nederland        | 2026     | Eigen jeugd            |
| 8             | Sven Simons          | Nederland        | 2026     | Jong PSV               |
| 10            | Boris van Schuppen   | Nederland        | 2026     | NAC Breda              |
| Aanvallers    |                      |                  |          |                        |
| 7             | Sven Blummel         | Nederland        | 2026     | HNK Gorica             |
| 9             | Kevin van Veen       | Nederland        | 2027     | FC Groningen           |
| 14            | Hugo Deenen          | Nederland        | 2027     | Eigen jeugd            |
| 21            | Thijs Muller         | Nederland        | ama      | Eigen jeugd            |
| 23            | Edoly Lukoki         | Frankrijk        | 2026     | SL 16 FC               |
| 32            | Rangelo Janga        | Curaçao          | 2026     | Nea Salamina Famagusta |

Bijgewerkt tot 16 augustus 2025

### Staf
| Naam                  | Nationaliteit | Functie           | Sinds | Contract | Vorige club    |
| --------------------- | ------------- | ----------------- | ----- | -------- | -------------- |
| Technische Staf       |               |                   |       |          |                |
| Maurice Verberne      | Nederland     | Hoofdtrainer      | 2024  | 2026     | MVV Maastricht |
| Chiro N'Toko          | België        | Assistent-trainer | 2025  | 2027     | Standard Luik  |
| Mike van Dijk         | Nederland     | Assistent-trainer | 2022  |          |                |
| Hans Segers           | Nederland     | Keeperstrainer    | 2021  | 2025     | ADO Den Haag   |
| Tommie van der Leegte | Nederland     | Teammanager       | 2021  |          |                |

Laatste update: 4 juli 2025

## Overzichtslijsten

### Eindklasseringen
- 1913 3e
Derde klasse B
- 1914 3e
Derde klasse B
- 1915 6e
Tweede klasse B
- 1916 2e
Tweede klasse B
- 1917 4e
Tweede klasse B
- 1918 2e
Tweede klasse B
- 1919 6e
Tweede klasse B
- 1920 3e
Tweede klasse B
- 1921 4e
Tweede klasse B
- 1922 1e
Tweede klasse B
- 1923 3e
Eerste klasse
- 1924 5e
Eerste klasse
- 1925 7e
Eerste klasse
- 1926 5e
Eerste klasse
- 1927 6e
Eerste klasse
- 1928 4e
Eerste klasse
- 1929 5e
Eerste klasse
- 1930 7e
Eerste klasse
- 1931 5e
Eerste klasse
- 1932 2e
Eerste klasse
- 1933 3e
Eerste klasse
- 1934 5e
Eerste klasse
- 1935 6e
Eerste klasse
- 1936 9e
Eerste klasse
- 1937 9e
Eerste klasse
- 1938 6e
Eerste klasse
- 1939 1e
Eerste klasse
- 1940 2e
Eerste klasse
- 1941 7e
Eerste klasse
- 1942 1e
Eerste klasse
- 1943 6e
Eerste klasse
- 1944 6e
Eerste klasse
- 1945
- 1946 5e
Eerste klasse
- 1947 5e
Eerste klasse
- 1948 2e
Eerste klasse
- 1949 4e
Eerste klasse
- 1950 6e
Eerste klasse
- 1951 2e
Eerste klasse E
- 1952 2e
Eerste klasse C
- 1953 1e
Eerste klasse D
- 1954 1e
Eerste klasse D
- 1955 1e
Eerste klasse (prof) D
- 1956 7e
Hoofdklasse (prof) A
- 1957 18e
Eredivisie
- 1958 7e
Eerste divisie B
- 1959 7e
Eerste divisie A
- 1960 12e
Eerste divisie B
- 1961 13e
Eerste divisie B
- 1962 6e
Eerste divisie A
- 1963 9e
Eerste divisie
- 1964 4e
Eerste divisie
- 1965 6e
Eerste divisie
- 1966 10e
Eerste divisie
- 1967 9e
Eerste divisie
- 1968 13e
Eerste divisie
- 1969 16e
Eerste divisie
- 1970 4e
Tweede divisie
- 1971 3e
Tweede divisie
- 1972 5e
Eerste divisie
- 1973 11e
Eerste divisie
- 1974 12e
Eerste divisie
- 1975 6e
Eerste divisie
- 1976 15e
Eredivisie
- 1977 17e
Eredivisie
- 1978 9e
Eerste divisie
- 1979 5e
Eerste divisie
- 1980 14e
Eerste divisie
- 1981 10e
Eerste divisie
- 1982 14e
Eerste divisie
- 1983 11e
Eerste divisie
- 1984 15e
Eerste divisie
- 1985 18e
Eerste divisie
- 1986 16e
Eerste divisie
- 1987 11e
Eerste divisie
- 1988 6e
Eerste divisie
- 1989 13e
Eerste divisie
- 1990 5e
Eerste divisie
- 1991 9e
Eerste divisie
- 1992 14e
Eerste divisie
- 1993 15e
Eerste divisie
- 1994 16e
Eerste divisie
- 1995 17e
Eerste divisie
- 1996 17e
Eerste divisie
- 1997 9e
Eerste divisie
- 1998 8e
Eerste divisie
- 1999 9e
Eerste divisie
- 2000 9e
Eerste divisie
- 2001 9e
Eerste divisie
- 2002 17e
Eerste divisie
- 2003 10e
Eerste divisie
- 2004 16e
Eerste divisie
- 2005 15e
Eerste divisie
- 2006 17e
Eerste divisie
- 2007 19e
Eerste divisie
- 2008 19e
Eerste divisie
- 2009 18e
Eerste divisie
- 2010 12e
Eerste divisie
- 2011 12e
Eerste divisie
- 2012 3e
Eerste divisie
- 2013 16e
Eerste divisie
- 2014 6e
Eerste divisie
- 2015 2e
Eerste divisie
- 2016 4e
Eerste divisie
- 2017 11e
Eerste divisie
- 2018 12e
Eerste divisie
- 2019 14e
Eerste divisie
- 2020 13e
Eerste divisie
- 2021 15e
Eerste divisie
- 2022 3e
Eerste divisie
- 2023 8e
Eerste divisie
- 2024 14e
Eerste divisie
- 2025 11e
Eerste divisie

In elke staaf van de grafiek staat van boven naar beneden vermeld: 
- Eindnotering

Dit is de positie die de club heeft bereikt in de competitie, zonder eventuele beslissings-, play-off- of nacompetitiewedstrijden die nodig zijn geweest om bijvoorbeeld de kampioen van de competitie te bepalen.
Indien een * achter het getal staat is de notering een tussenstand en kan het zijn dat de notering niet overeenkomt met de uiteindelijke eindstand van de competitie.
Staat er een - dan is het seizoen nog bezig en is er geen definitieve uitslag bekend.
Staat er xx op de positie van de notering, dan heeft de club vroegtijdig de competitie verlaten. Dit kan onder andere komen door terugtrekking van het team, faillissement van de club of door een uitgedeelde straf van de KNVB. In veel gevallen staat elders in het artikel de reden vermeld.
Staat er een ? dan is het resultaat uit het verleden onbekend, en is alleen de competitie of het niveau bekend van dat seizoen.
In de seizoenen 2019/20 en 2020/21 werd wegens de coronacrisis het amateurvoetbal afgebroken. Daardoor kennen deze staven geen eindklassering (middels -- weergegeven).
- Competitieniveau en afdelingsletter of Officiële eindstand Eredivisie
  - Competitieniveau en afdelingsletter

Hierbij geeft het getal het niveau weer, dat ook terug te vinden is in de legenda. De letter is de afdelingsaanduiding en wordt gebruikt wanneer er meer afdelingen zijn op hetzelfde niveau. De afdelingsletter is altijd een hoofdletter en wordt meestal zonder nummer gebruikt.
Voorbeeld: 2F is niveau 2e klasse competitie F.
Het competitieniveau en nummer wordt niet vermeld wanneer er slechts één competitie van dit niveau was.
  - Officiële eindstand Eredivisie (getal staat tussen haakjes vermeld)

Sinds de introductie van play-offwedstrijden voor Europees voetbal na afloop van de reguliere competitie in 2005/06, is de KNVB verplicht een eindstand van de Eredivisie door te geven aan de UEFA aan de hand van deze play-offwedstrijden.
Bij deze eindstand staan clubs die zich hebben gekwalificeerd voor Europees voetbal hoger dan clubs die zich niet wisten te kwalificeren. Indien er geen verschil was tussen de eindnotering en de officiële eindstand, staat dit getal niet vermeld.

- Onderafdeling

Hier staat afgekort de naam van de onderafdeling indien de club in dat jaar in een onderafdeling uitkwam. Tevens staat deze afkorting in de legenda en wordt gelinkt naar het artikel over deze onderafdeling. Deze afkorting wordt alleen vermeld wanneer de club in het verleden in verschillende onderafdelingen heeft gespeeld. Deze vermelding is in de staaf altijd in kleine letters. Deze onderafdelingen zijn na het seizoen 1995/96 afgeschaft. Heeft de club in slechts één onderafdeling gespeeld, dan is dit alleen terug te vinden in de legenda.
Onder de staaf staat het jaartal vermeld waarin het seizoen is afgesloten. 15 verwijst naar het seizoen 2014/15 of eventueel het seizoen 1914/15.
Wanneer een staaf leeg is, zijn deze gegevens niet bekend. Het kan ook zijn dat de club dat seizoen niet heeft meegespeeld op het hogere amateurniveau, vroegtijdig de competitie heeft verlaten of uit de competitie is gezet.

In het seizoen 1944/45 was er wegens de Tweede Wereldoorlog geen regulier competitievoetbal.
- Hoofdklasse (prof)
- Eredivisie
- Eerste divisie
- Eerste klasse (prof)
- Tweede divisie
- Eerste klasse
- Tweede klasse
- Derde klasse

- 1909 – 1921: EVV
- 1921 – 1997: EVV Eindhoven
- 1997 – 2002: SBV Eindhoven
- 2002 – heden: FC Eindhoven

### Seizoensoverzichten
| Resultaten van EVV/FC Eindhoven sinds de toetreding in het betaald voetbal in 1954 | Resultaten van EVV/FC Eindhoven sinds de toetreding in het betaald voetbal in 1954 | Resultaten van EVV/FC Eindhoven sinds de toetreding in het betaald voetbal in 1954 | Resultaten van EVV/FC Eindhoven sinds de toetreding in het betaald voetbal in 1954 | Resultaten van EVV/FC Eindhoven sinds de toetreding in het betaald voetbal in 1954 | Resultaten van EVV/FC Eindhoven sinds de toetreding in het betaald voetbal in 1954 | Resultaten van EVV/FC Eindhoven sinds de toetreding in het betaald voetbal in 1954 | Resultaten van EVV/FC Eindhoven sinds de toetreding in het betaald voetbal in 1954 | Resultaten van EVV/FC Eindhoven sinds de toetreding in het betaald voetbal in 1954 | Resultaten van EVV/FC Eindhoven sinds de toetreding in het betaald voetbal in 1954 | Resultaten van EVV/FC Eindhoven sinds de toetreding in het betaald voetbal in 1954 | Resultaten van EVV/FC Eindhoven sinds de toetreding in het betaald voetbal in 1954 | Resultaten van EVV/FC Eindhoven sinds de toetreding in het betaald voetbal in 1954 | Resultaten van EVV/FC Eindhoven sinds de toetreding in het betaald voetbal in 1954 |
| Seizoen                                                                            | Competitie                                                                         | Competitie                                                                         | Competitie                                                                         | Competitie                                                                         | Competitie                                                                         | Competitie                                                                         | Competitie                                                                         | Competitie                                                                         | Competitie                                                                         | Kwalificatie                                                                       | KNVB beker                                                                         | Bijzonderheid |                                                                                    |
| Seizoen                                                                            | Divisie                                                                            | GW                                                                                 | W                                                                                  | G                                                                                  | V                                                                                  | PNT                                                                                | DV                                                                                 | DT                                                                                 | POS                                                                                | Kwalificatie                                                                       | KNVB beker                                                                         | Bijzonderheid |                                                                                    |
| ---------------------------------------------------------------------------------- | ---------------------------------------------------------------------------------- | ---------------------------------------------------------------------------------- | ---------------------------------------------------------------------------------- | ---------------------------------------------------------------------------------- | ---------------------------------------------------------------------------------- | ---------------------------------------------------------------------------------- | ---------------------------------------------------------------------------------- | ---------------------------------------------------------------------------------- | ---------------------------------------------------------------------------------- | ---------------------------------------------------------------------------------- | ---------------------------------------------------------------------------------- | --- | ---------------------------------------------------------------------------------- |
| 1954/55                                                                            | Eerste klasse D                                                                    | 9                                                                                  | 4                                                                                  | 1                                                                                  | 4                                                                                  | 9                                                                                  | 16                                                                                 | 17                                                                                 | 8e                                                                                 | –                                                                                  | Geen bekertoernooi                                                                 | EVV Eindhoven treedt toe tot het betaald voetbal De competitie werd na de fusie van de KNVB en de NBVB niet afgemaakt. Alle teams werden opnieuw ingedeeld. Wedstrijden om het kampioenschap van Nederland tegen NAC (2–5 & 3–2), PSV (1–1 & 1–1) en Willem II (2–3 & 0–2) |                                                                                    |
| 1954/55                                                                            | Eerste klasse D                                                                    | 26                                                                                 | 17                                                                                 | 5                                                                                  | 4                                                                                  | 39                                                                                 | 59                                                                                 | 26                                                                                 | 1e                                                                                 | Kampioencompetitie Hoofdklasse                                                     | Geen bekertoernooi                                                                 | EVV Eindhoven treedt toe tot het betaald voetbal De competitie werd na de fusie van de KNVB en de NBVB niet afgemaakt. Alle teams werden opnieuw ingedeeld. Wedstrijden om het kampioenschap van Nederland tegen NAC (2–5 & 3–2), PSV (1–1 & 1–1) en Willem II (2–3 & 0–2) |                                                                                    |
| 1955/56                                                                            | Hoofdklasse A                                                                      | 34                                                                                 | 13                                                                                 | 12                                                                                 | 9                                                                                  | 38                                                                                 | 57                                                                                 | 46                                                                                 | 7e                                                                                 | Eredivisie                                                                         | Geen bekertoernooi                                                                 | |                                                                                    |
| 1956/57                                                                            | Eredivisie                                                                         | 34                                                                                 | 8                                                                                  | 4                                                                                  | 22                                                                                 | 20                                                                                 | 39                                                                                 | 83                                                                                 | 18e                                                                                | Rechtstreekse degradatie                                                           | 3e ronde                                                                           | – |                                                                                    |
| 1957/58                                                                            | Eerste divisie B                                                                   | 30                                                                                 | 11                                                                                 | 7                                                                                  | 12                                                                                 | 29                                                                                 | 62                                                                                 | 58                                                                                 | 7e                                                                                 | –                                                                                  | 2e ronde                                                                           | – |                                                                                    |
| 1958/59                                                                            | Eerste divisie A                                                                   | 30                                                                                 | 12                                                                                 | 7                                                                                  | 11                                                                                 | 31                                                                                 | 62                                                                                 | 52                                                                                 | 7e                                                                                 | –                                                                                  | 1e ronde                                                                           | – |                                                                                    |
| 1959/60                                                                            | Eerste divisie B                                                                   | 32                                                                                 | 10                                                                                 | 7                                                                                  | 15                                                                                 | 27                                                                                 | 58                                                                                 | 64                                                                                 | 12e                                                                                | –                                                                                  | Geen bekertoernooi                                                                 | – |                                                                                    |
| 1960/61                                                                            | Eerste divisie B                                                                   | 34                                                                                 | 8                                                                                  | 11                                                                                 | 15                                                                                 | 27                                                                                 | 46                                                                                 | 68                                                                                 | 13e                                                                                | –                                                                                  | 1e ronde                                                                           | – |                                                                                    |
| 1961/62                                                                            | Eerste divisie A                                                                   | 34                                                                                 | 18                                                                                 | 5                                                                                  | 11                                                                                 | 41                                                                                 | 56                                                                                 | 42                                                                                 | 6e                                                                                 | –                                                                                  | 4e ronde                                                                           | – |                                                                                    |
| 1962/63                                                                            | Eerste divisie                                                                     | 30                                                                                 | 10                                                                                 | 7                                                                                  | 13                                                                                 | 27                                                                                 | 51                                                                                 | 53                                                                                 | 9e                                                                                 | –                                                                                  | Kwartfinale                                                                        | – |                                                                                    |
| 1963/64                                                                            | Eerste divisie                                                                     | 30                                                                                 | 16                                                                                 | 4                                                                                  | 10                                                                                 | 36                                                                                 | 62                                                                                 | 42                                                                                 | 4e                                                                                 | –                                                                                  | 3e ronde                                                                           | – |                                                                                    |
| 1964/65                                                                            | Eerste divisie                                                                     | 30                                                                                 | 11                                                                                 | 10                                                                                 | 9                                                                                  | 32                                                                                 | 58                                                                                 | 53                                                                                 | 6e                                                                                 | –                                                                                  | 1e ronde                                                                           | – |                                                                                    |
| 1965/66                                                                            | Eerste divisie                                                                     | 28                                                                                 | 8                                                                                  | 8                                                                                  | 12                                                                                 | 24                                                                                 | 51                                                                                 | 54                                                                                 | 10e                                                                                | –                                                                                  | Groepsfase                                                                         | – |                                                                                    |
| 1966/67                                                                            | Eerste divisie                                                                     | 38                                                                                 | 17                                                                                 | 8                                                                                  | 13                                                                                 | 42                                                                                 | 54                                                                                 | 47                                                                                 | 9e                                                                                 | –                                                                                  | 1e ronde                                                                           | – |                                                                                    |
| 1967/68                                                                            | Eerste divisie                                                                     | 36                                                                                 | 10                                                                                 | 12                                                                                 | 14                                                                                 | 32                                                                                 | 50                                                                                 | 66                                                                                 | 13e                                                                                | –                                                                                  | Groepsfase                                                                         | – |                                                                                    |
| 1968/69                                                                            | Eerste divisie                                                                     | 34                                                                                 | 10                                                                                 | 10                                                                                 | 14                                                                                 | 30                                                                                 | 49                                                                                 | 54                                                                                 | 16e                                                                                | Rechtstreekse degradatie                                                           | 1e ronde                                                                           | – |                                                                                    |
| 1969/70                                                                            | Tweede divisie                                                                     | 32                                                                                 | 14                                                                                 | 13                                                                                 | 5                                                                                  | 41                                                                                 | 49                                                                                 | 29                                                                                 | 4e                                                                                 | –                                                                                  | 1e ronde                                                                           | – |                                                                                    |
| 1970/71                                                                            | Tweede divisie                                                                     | 32                                                                                 | 17                                                                                 | 11                                                                                 | 4                                                                                  | 45                                                                                 | 45                                                                                 | 19                                                                                 | 3e                                                                                 | –                                                                                  | 1e ronde                                                                           | – |                                                                                    |
| 1971/72                                                                            | Eerste divisie                                                                     | 40                                                                                 | 16                                                                                 | 14                                                                                 | 10                                                                                 | 46                                                                                 | 50                                                                                 | 47                                                                                 | 5e                                                                                 | –                                                                                  | 1e ronde                                                                           | – |                                                                                    |
| 1972/73                                                                            | Eerste divisie                                                                     | 38                                                                                 | 14                                                                                 | 9                                                                                  | 15                                                                                 | 37                                                                                 | 48                                                                                 | 45                                                                                 | 11e                                                                                | –                                                                                  | 1e ronde                                                                           | – |                                                                                    |
| 1973/74                                                                            | Eerste divisie                                                                     | 38                                                                                 | 12                                                                                 | 12                                                                                 | 14                                                                                 | 36                                                                                 | 42                                                                                 | 47                                                                                 | 12e                                                                                | –                                                                                  | 1e ronde                                                                           | – |                                                                                    |
| 1974/75                                                                            | Eerste divisie                                                                     | 36                                                                                 | 16                                                                                 | 11                                                                                 | 9                                                                                  | 43                                                                                 | 59                                                                                 | 37                                                                                 | 6e                                                                                 | Nacompetitie                                                                       | 1e ronde                                                                           | Promotiewedstrijden tegen FC Groningen (4–1 & 0–1), PEC Zwolle (1–0 & 4–0) en Vitesse (2–1 & 5–2) |                                                                                    |
| 1975/76                                                                            | Eredivisie                                                                         | 34                                                                                 | 9                                                                                  | 9                                                                                  | 16                                                                                 | 27                                                                                 | 40                                                                                 | 63                                                                                 | 15e                                                                                | –                                                                                  | Halve finale                                                                       | – |                                                                                    |
| 1976/77                                                                            | Eredivisie                                                                         | 34                                                                                 | 6                                                                                  | 12                                                                                 | 16                                                                                 | 24                                                                                 | 28                                                                                 | 63                                                                                 | 17e                                                                                | Rechtstreekse degradatie                                                           | 2e ronde                                                                           | – |                                                                                    |
| 1977/78                                                                            | Eerste divisie                                                                     | 36                                                                                 | 14                                                                                 | 10                                                                                 | 12                                                                                 | 38                                                                                 | 49                                                                                 | 47                                                                                 | 9e                                                                                 | –                                                                                  | 3e ronde                                                                           | – |                                                                                    |
| 1978/79                                                                            | Eerste divisie                                                                     | 36                                                                                 | 14                                                                                 | 16                                                                                 | 8                                                                                  | 44                                                                                 | 53                                                                                 | 32                                                                                 | 5e                                                                                 | –                                                                                  | 2e ronde                                                                           | – |                                                                                    |
| 1979/80                                                                            | Eerste divisie                                                                     | 36                                                                                 | 11                                                                                 | 8                                                                                  | 17                                                                                 | 30                                                                                 | 44                                                                                 | 61                                                                                 | 14e                                                                                | –                                                                                  | 2e ronde                                                                           | – |                                                                                    |
| 1980/81                                                                            | Eerste divisie                                                                     | 36                                                                                 | 12                                                                                 | 12                                                                                 | 12                                                                                 | 36                                                                                 | 47                                                                                 | 44                                                                                 | 10e                                                                                | –                                                                                  | 1e ronde                                                                           | – |                                                                                    |
| 1981/82                                                                            | Eerste divisie                                                                     | 34                                                                                 | 10                                                                                 | 7                                                                                  | 17                                                                                 | 27                                                                                 | 41                                                                                 | 64                                                                                 | 14e                                                                                | –                                                                                  | 1e ronde                                                                           | – |                                                                                    |
| 1982/83                                                                            | Eerste divisie                                                                     | 30                                                                                 | 10                                                                                 | 8                                                                                  | 12                                                                                 | 28                                                                                 | 41                                                                                 | 54                                                                                 | 11e                                                                                | –                                                                                  | 1e ronde                                                                           | – |                                                                                    |
| 1983/84                                                                            | Eerste divisie                                                                     | 32                                                                                 | 8                                                                                  | 5                                                                                  | 19                                                                                 | 21                                                                                 | 52                                                                                 | 82                                                                                 | 15e                                                                                | –                                                                                  | 1e ronde                                                                           | – |                                                                                    |
| 1984/85                                                                            | Eerste divisie                                                                     | 34                                                                                 | 4                                                                                  | 7                                                                                  | 23                                                                                 | 15                                                                                 | 32                                                                                 | 85                                                                                 | 18e                                                                                | –                                                                                  | 1e ronde                                                                           | – |                                                                                    |
| 1985/86                                                                            | Eerste divisie                                                                     | 36                                                                                 | 11                                                                                 | 7                                                                                  | 18                                                                                 | 29                                                                                 | 40                                                                                 | 61                                                                                 | 16e                                                                                | –                                                                                  | 1e ronde                                                                           | – |                                                                                    |
| 1986/87                                                                            | Eerste divisie                                                                     | 36                                                                                 | 14                                                                                 | 7                                                                                  | 15                                                                                 | 35                                                                                 | 65                                                                                 | 53                                                                                 | 11e                                                                                | –                                                                                  | 1e ronde                                                                           | – |                                                                                    |
| 1987/88                                                                            | Eerste divisie                                                                     | 36                                                                                 | 14                                                                                 | 12                                                                                 | 10                                                                                 | 40                                                                                 | 58                                                                                 | 47                                                                                 | 6e                                                                                 | –                                                                                  | 2e ronde                                                                           | – |                                                                                    |
| 1988/89                                                                            | Eerste divisie                                                                     | 36                                                                                 | 11                                                                                 | 7                                                                                  | 18                                                                                 | 29                                                                                 | 45                                                                                 | 53                                                                                 | 13e                                                                                | –                                                                                  | 2e ronde                                                                           | – |                                                                                    |
| 1989/90                                                                            | Eerste divisie                                                                     | 36                                                                                 | 14                                                                                 | 11                                                                                 | 11                                                                                 | 39                                                                                 | 63                                                                                 | 56                                                                                 | 5e                                                                                 | –                                                                                  | 1e ronde                                                                           | – |                                                                                    |
| 1990/91                                                                            | Eerste divisie                                                                     | 38                                                                                 | 17                                                                                 | 8                                                                                  | 13                                                                                 | 42                                                                                 | 54                                                                                 | 52                                                                                 | 9e                                                                                 | Nacompetitie                                                                       | Tussenronde (Tussen 1e ronde en 2e ronde)                                          | Promotiewedstrijden tegen Dordrecht '90 (2–0 & 1–3) en VVV (1–2 & 1–1) |                                                                                    |
| 1991/92                                                                            | Eerste divisie                                                                     | 38                                                                                 | 12                                                                                 | 13                                                                                 | 13                                                                                 | 37                                                                                 | 49                                                                                 | 48                                                                                 | 14e                                                                                | Nacompetitie                                                                       | 4e ronde                                                                           | Promotiewedstrijden tegen BVV Den Bosch (2–2 & 0–0) en Excelsior (2–0 & 0–0) |                                                                                    |
| 1992/93                                                                            | Eerste divisie                                                                     | 34                                                                                 | 7                                                                                  | 9                                                                                  | 18                                                                                 | 23                                                                                 | 40                                                                                 | 59                                                                                 | 15e                                                                                | –                                                                                  | 2e ronde                                                                           | – |                                                                                    |
| 1993/94                                                                            | Eerste divisie                                                                     | 34                                                                                 | 5                                                                                  | 14                                                                                 | 15                                                                                 | 24                                                                                 | 31                                                                                 | 64                                                                                 | 16e                                                                                | –                                                                                  | 2e ronde                                                                           | – |                                                                                    |
| 1994/95                                                                            | Eerste divisie                                                                     | 34                                                                                 | 8                                                                                  | 4                                                                                  | 22                                                                                 | 20                                                                                 | 35                                                                                 | 78                                                                                 | 17e                                                                                | –                                                                                  | 2e ronde                                                                           | – |                                                                                    |
| 1995/96                                                                            | Eerste divisie                                                                     | 34                                                                                 | 5                                                                                  | 11                                                                                 | 18                                                                                 | 26                                                                                 | 41                                                                                 | 75                                                                                 | 17e                                                                                | –                                                                                  | Groepsfase                                                                         | – |                                                                                    |
| 1996/97                                                                            | Eerste divisie                                                                     | 34                                                                                 | 14                                                                                 | 8                                                                                  | 12                                                                                 | 50                                                                                 | 53                                                                                 | 53                                                                                 | 9e                                                                                 | –                                                                                  | 2e ronde                                                                           | – |                                                                                    |
| 1997/98                                                                            | Eerste divisie                                                                     | 34                                                                                 | 16                                                                                 | 3                                                                                  | 15                                                                                 | 51                                                                                 | 50                                                                                 | 52                                                                                 | 8e                                                                                 | Nacompetitie                                                                       | 2e ronde                                                                           | Naamsverandering naar SBV Eindhoven Promotiewedstrijden tegen ADO Den Haag (2–2 & 0–0), FC Emmen (2–2 & 4–1) en RKC Waalwijk (0–1 & 0–5) |                                                                                    |
| 1998/99                                                                            | Eerste divisie                                                                     | 34                                                                                 | 14                                                                                 | 6                                                                                  | 14                                                                                 | 48                                                                                 | 64                                                                                 | 73                                                                                 | 9e                                                                                 | –                                                                                  | Kwartfinale                                                                        | – |                                                                                    |
| 1999/00                                                                            | Eerste divisie                                                                     | 34                                                                                 | 14                                                                                 | 3                                                                                  | 17                                                                                 | 45                                                                                 | 47                                                                                 | 63                                                                                 | 9e                                                                                 | –                                                                                  | Achtste finale                                                                     | – |                                                                                    |
| 2000/01                                                                            | Eerste divisie                                                                     | 34                                                                                 | 12                                                                                 | 9                                                                                  | 13                                                                                 | 45                                                                                 | 58                                                                                 | 57                                                                                 | 9e                                                                                 | –                                                                                  | 3e ronde                                                                           | – |                                                                                    |
| 2001/02                                                                            | Eerste divisie                                                                     | 34                                                                                 | 8                                                                                  | 7                                                                                  | 19                                                                                 | 31                                                                                 | 52                                                                                 | 77                                                                                 | 17e                                                                                | –                                                                                  | 3e ronde                                                                           | – |                                                                                    |
| 2002/03                                                                            | Eerste divisie                                                                     | 34                                                                                 | 11                                                                                 | 8                                                                                  | 15                                                                                 | 41                                                                                 | 41                                                                                 | 49                                                                                 | 10e                                                                                | –                                                                                  | 2e ronde                                                                           | Naamsverandering naar FC Eindhoven |                                                                                    |
| 2003/04                                                                            | Eerste divisie                                                                     | 36                                                                                 | 6                                                                                  | 12                                                                                 | 18                                                                                 | 30                                                                                 | 40                                                                                 | 69                                                                                 | 16e                                                                                | –                                                                                  | 3e ronde                                                                           | – |                                                                                    |
| 2004/05                                                                            | Eerste divisie                                                                     | 36                                                                                 | 10                                                                                 | 9                                                                                  | 17                                                                                 | 39                                                                                 | 60                                                                                 | 80                                                                                 | 15e                                                                                | –                                                                                  | 2e ronde                                                                           | – |                                                                                    |
| 2005/06                                                                            | Eerste divisie                                                                     | 38                                                                                 | 11                                                                                 | 6                                                                                  | 21                                                                                 | 39                                                                                 | 53                                                                                 | 65                                                                                 | 17e                                                                                | –                                                                                  | Achtste finale                                                                     | – |                                                                                    |
| 2006/07                                                                            | Eerste divisie                                                                     | 38                                                                                 | 7                                                                                  | 12                                                                                 | 19                                                                                 | 33                                                                                 | 47                                                                                 | 80                                                                                 | 19e                                                                                | –                                                                                  | 3e ronde                                                                           | – |                                                                                    |
| 2007/08                                                                            | Eerste divisie                                                                     | 38                                                                                 | 8                                                                                  | 8                                                                                  | 22                                                                                 | 32                                                                                 | 49                                                                                 | 83                                                                                 | 19e                                                                                | –                                                                                  | 3e ronde                                                                           | – |                                                                                    |
| 2008/09                                                                            | Eerste divisie                                                                     | 38                                                                                 | 9                                                                                  | 14                                                                                 | 15                                                                                 | 38                                                                                 | 59                                                                                 | 80                                                                                 | 18e                                                                                | –                                                                                  | 3e ronde                                                                           | *FC Eindhoven heeft drie punten in mindering gekregen |                                                                                    |
| 2009/10                                                                            | Eerste divisie                                                                     | 36                                                                                 | 13                                                                                 | 7                                                                                  | 16                                                                                 | 46                                                                                 | 63                                                                                 | 81                                                                                 | 12e                                                                                | Play-offs om promotie                                                              | 2e ronde                                                                           | Promotiewedstrijden tegen AGOVV Apeldoorn (1–0 & 3–2) en Willem II (1–2 & 1–1) |                                                                                    |
| 2010/11                                                                            | Eerste divisie                                                                     | 34                                                                                 | 10                                                                                 | 10                                                                                 | 14                                                                                 | 40                                                                                 | 41                                                                                 | 50                                                                                 | 12e                                                                                | –                                                                                  | 4e ronde                                                                           | – |                                                                                    |
| 2011/12                                                                            | Eerste divisie                                                                     | 34                                                                                 | 18                                                                                 | 9                                                                                  | 7                                                                                  | 65                                                                                 | 59                                                                                 | 32                                                                                 | 3e                                                                                 | Play-offs om promotie                                                              | Achtste finale                                                                     | Promotiewedstrijden tegen Helmond Sport (0–2 & 0–1) |                                                                                    |
| 2012/13                                                                            | Eerste divisie                                                                     | 30                                                                                 | 5                                                                                  | 6                                                                                  | 19                                                                                 | 21                                                                                 | 36                                                                                 | 41                                                                                 | 16e                                                                                | –                                                                                  | 3e ronde                                                                           | – |                                                                                    |
| 2013/14                                                                            | Eerste divisie                                                                     | 38                                                                                 | 18                                                                                 | 6                                                                                  | 14                                                                                 | 60                                                                                 | 69                                                                                 | 60                                                                                 | 6e                                                                                 | Play-offs om promotie                                                              | 3e ronde                                                                           | Promotiewedstrijden tegen Sparta Rotterdam (1–1 & 0–2) |                                                                                    |
| 2014/15                                                                            | Eerste divisie                                                                     | 38                                                                                 | 26                                                                                 | 2                                                                                  | 10                                                                                 | 80                                                                                 | 70                                                                                 | 39                                                                                 | 2e                                                                                 | Play-offs om promotie                                                              | 2e ronde                                                                           | Promotiewedstrijden tegen FC Volendam (1–2 & 1–1) |                                                                                    |
| 2015/16                                                                            | Eerste divisie                                                                     | 36                                                                                 | 19                                                                                 | 6                                                                                  | 11                                                                                 | 63                                                                                 | 55                                                                                 | 44                                                                                 | 4e                                                                                 | Play-offs om promotie                                                              | 2e ronde                                                                           | Promotiewedstrijden tegen NAC Breda (1–0 & 0–2) |                                                                                    |
| 2016/17                                                                            | Eerste divisie                                                                     | 38                                                                                 | 15                                                                                 | 8                                                                                  | 15                                                                                 | 53                                                                                 | 64                                                                                 | 71                                                                                 | 11e                                                                                | –                                                                                  | 2e ronde                                                                           | – |                                                                                    |
| 2017/18                                                                            | Eerste divisie                                                                     | 38                                                                                 | 14                                                                                 | 5                                                                                  | 19                                                                                 | 47                                                                                 | 61                                                                                 | 83                                                                                 | 12e                                                                                | –                                                                                  | 2e ronde                                                                           | – |                                                                                    |
| 2018/19                                                                            | Eerste divisie                                                                     | 38                                                                                 | 13                                                                                 | 9                                                                                  | 16                                                                                 | 48                                                                                 | 52                                                                                 | 48                                                                                 | 14e                                                                                | –                                                                                  | 1e ronde                                                                           | – |                                                                                    |
| 2019/20                                                                            | Eerste divisie                                                                     | 29                                                                                 | 9                                                                                  | 7                                                                                  | 13                                                                                 | 34                                                                                 | 46                                                                                 | 59                                                                                 | 13e                                                                                | –                                                                                  | Achtste finales                                                                    | Door de coronacrisis is competitie niet afgemaakt. De tussenstand na 26 speelrondes werd de eindstand |                                                                                    |
| 2020/21                                                                            | Eerste divisie                                                                     | 38                                                                                 | 10                                                                                 | 10                                                                                 | 18                                                                                 | 40                                                                                 | 50                                                                                 | 62                                                                                 | 15e                                                                                | –                                                                                  | 1e ronde                                                                           | – |                                                                                    |
| 2021/22                                                                            | Eerste divisie                                                                     | 38                                                                                 | 21                                                                                 | 8                                                                                  | 9                                                                                  | 71                                                                                 | 69                                                                                 | 43                                                                                 | 3e                                                                                 | Play-offs om promotie                                                              | 1e ronde                                                                           | Promotiewedstrijden tegen De Graafschap (1–1 & 3–1) en ADO Den Haag (1–2 & 1–2) |                                                                                    |
| 2022/23                                                                            | Eerste divisie                                                                     | 38                                                                                 | 16                                                                                 | 10                                                                                 | 12                                                                                 | 58                                                                                 | 58                                                                                 | 54                                                                                 | 8e                                                                                 | Play-offs om promotie                                                              | 2e ronde                                                                           | Promotiewedstrijden tegen Almere City FC (1–0 & 1–3) |                                                                                    |
| 2023/24                                                                            | Eerste divisie                                                                     | 38                                                                                 | 9                                                                                  | 16                                                                                 | 13                                                                                 | 43                                                                                 | 45                                                                                 | 57                                                                                 | 14e                                                                                | –                                                                                  | 2e ronde                                                                           | – |                                                                                    |
| 2024/25                                                                            | Eerste divisie                                                                     | 38                                                                                 | 14                                                                                 | 9                                                                                  | 15                                                                                 | 51                                                                                 | 58                                                                                 | 64                                                                                 | 11e                                                                                | –                                                                                  | 2e ronde                                                                           | – |                                                                                    |

### Bekende (oud-)Blauw-Witten
- Eric Addo
- Otman Bakkal
- Henk Bloemers
- Frank Demouge
- Cody Gakpo
- René van de Kerkhof
- Hans Kraay jr.
- Mart Lieder
- Jan Louwers
- Theo Lucius
- Pascal Maas
- Noud van Melis
- Jelle ten Rouwelaar
- Sepp De Roover
- Cees Schapendonk
- Willy Schmidt
- Willy Senders
- Joey Sleegers
- Albert van der Sleen
- Frans Tebak
- Roland Vroomans

### Topscorers
- 1954/55:  Jan Louwers (15)
- 1955/56:  Willy Schmidt (15)
- 1956/57:  Willy Schmidt (14)
- 1957/58:  Jan Louwers (15)
- 1958:59:  Jan Louwers (14)
- 1959/60:  Jan Louwers (15)
- 1960/61:  Willie Heijink (12)
- 1961/62:  Herman Teeuwen (15)
- 1962/63:  Gerard Saris (14)
- 1963/64:  Joop Oomens (9)
- 1964/65:  Wim Brouns (10)
- 1965/66:  Toon Verhoeven (10)
- 1966/67:  Toon Verhoeven (11) 
 000000 :  Henk Leusink (11)
- 1967/68:  Henk Leusink (11) 
 000000 :  Henk Bloemers (11)
- 1968/69:  Frans Weijers (11)
- 1969/70:  Frans Weijers (10)
- 1970/71:  Joop Oomens (8)
- 1971/72:  Willy Senders (11)
- 1972/73:  Jan Brans (10) 
 000000 :  Gerard Weber (10)
- 1973/74:  Toon Jacobs (7)
- 1974/75:  Toon Jacobs (13)
- 1975/76:  Hans Bleijenberg (13)
- 1976/77:  Pleun Strik (7)
- 1977/78:  Cees Schapendonk (21)
- 1978/79:  Cees Schapendonk (24)
- 1979/80:  Huub Posthuma (8)
- 1980/81:  Marius Methorst (10)
- 1981/82:  Adrie van Rijsingen (9)
- 1982/83:  Adrie van Rijsingen (8)
- 1983/84:  Henk Janssen (9)
- 1984/85:  Pascal Maas (6)
- 1985/86:  Pascal Maas (9)
- 1986/87:  Roland Vroomans (14)
- 1987/88:  Roland Vroomans (19)
- 1988/89:  Roland Vroomans (14)
- 1989/90:  Pascal Maas (10)
- 1990/91:  Richard Custers (9)
- 1991/92:  Pascal Maas (13)
- 1992/93:  Ton Cornelissen (14)
- 1993/94:  Frans Danen (10)
- 1994/95:  Roy Hendriksen (14)
- 1995/96:  Roy Hendriksen (9)
- 1996/97:  Roland Vroomans (13)
- 1997/98:  Raphael Losada (11)
- 1998/99:  Bert Zuurman (16)
- 1999/00:  Bouarfa Yahiaoui (9)
- 2000/01:  Stanley MacDonald (15)
- 2001/02:  Hilmi Mıhçı (12)
- 2002/03:  Luciano van Kallen (7) 
 000000 :  Zyad Jušić (7)
- 2003/04:  Rik van de Langenberg (7) 
 000000 :  Ousmane Sanou (7)
- 2004/05:  Rik van de Langenberg (10)
- 2005/06:  Frank Demouge (9) 
 000000 :  Henny Noyen (9)
- 2006/07:  Saša Stojanović (11)
- 2007/08:  Fabio Caracciolo (17)
- 2008/09:  Serhat Koç (18)
- 2009/10:  Tim Nelemans (12) 
 000000 :  Patrick N'Koyi (12)
- 2010/11:  Ratko Vansimpsen (10)
- 2011/12:  Serhat Koç (11)
- 2012/13:  Serhat Koç (11)
- 2013/14:  Donny de Groot (12)
- 2014/15:  Joey Sleegers (13)
- 2015/16:  Jinty Caenepeel (15)
- 2016/17:  Mart Lieder (15)
- 2017/18:  Mart Lieder (30)
- 2018/19:  Branco van den Boomen (11)
- 2019/20:  Rigino Cicilia (11)
- 2020/21:  Hugo Botermans (8) 
 000000 :  Jort van der Sande (8)
- 2021/22:  Joey Sleegers (21)
- 2022/23:  Charles-Andreas Brym (11)
- 2023/24:  Ozan Kökçü (12)
- 2024/25:  Sven Blummel (8) 
 000000 :  Achraf El Bouchataoui (8)

### Trainers
- 1924–1925:  A. Wijnperle
- 1925–1928:  Robert Jefferson
- 1928–1933:  János Pilcsik
- 1933–1935:  D. James
- 1935–1939:  Otto Pinter
- 1939–1949:  Wim van Tuijl
- 1949–1950:  Jan van de Gevel
- 1950–1956:  Wim Groenendijk
- 1956–1957:  Wim Groenendijk &  T. de Zeeuw
- 1957–1958:  Lajos Tóth &  T. de Zeeuw
- 1958–1960:  Huub de Leeuw
- 1960–1963:  Jan Bijl
- 1963–1966:  Jacques de Wit
- 1966–1967:  Ludwig Gorissen
- 1967–1968:  Tonny Dumoulin
- 1968–1969:  Hennie Hollink
- 1969–1970:  Joep Brandes &  Bram Appel
- 1970–1972:  Leslie Talbot
- 1972–1973:  Hans Alleman
- 1973–1979:  Rinus Gosens
- 1979–1982:  Jacques de Wit
- 1982–1985:  Ad Versluys
- 000001985 :  Theo Ramakers (a.i.)
- 1985–1986 :  Jo Jansen
- 1986–1988 :  Ted Immers
- 1988–1989 :  Theo Verlangen
- 1989–1990 :  Jacques de Wit
- 1990–1991 :  Mario Verlijsdonk
- 1991–1992 :  Chris Dekker
- 1992–1993 :  Piet Buter
- 1993–1994 :  Sándor Popovics
- 000001994 :  Mario Verlijsdonk (a.i.)
- 1994–1996 :  Rob Jacobs
- 1996–1997 :  Mario Verlijsdonk (a.i.)
- 1997–2000 :  Willem Leushuis
- 2000–2001 :  Jos Daerden
- 2001–2005 :  Leon Vlemmings
- 2005–2007 :  Louis Coolen
- 000002007 :  Ernest Faber (a.i.)
- 000002008 :  Gerald Vanenburg
- 000002008 :  Ernest Faber (a.i.)
- 2008–2009 :  Marc Brys
- 2009–2010 :  Jan Poortvliet
- 2010–2012 :  Ernest Faber
- 000002012 :  Erwin Koeman
- 201200000 :  John Lammers
- 000002013 :  Pascal Maas (a.i.)
- 2013–2015 :  Jean-Paul de Jong
- 2015–2016 :  Mitchell van der Gaag
- 2016–2017 :  Ricardo Moniz
- 2017–2018 :  Wilfred van Leeuwen
- 2018–2019 :  David Nascimento
- 2019–2021 :  Ernie Brandts
- 2021–2023 :  Rob Penders
- 2023–2024 :  Willem Weijs
- 2024–0000 :  Maurice Verberne

## Zaalvoetbal
Het eerste mannenteam van FC Eindhoven speelt al enige jaren in de Eredivisie. In 2010, 2011, 2012, 2013, 2015 en 2023 werd het landskampioenschap gewonnen. Ook werd in 2019 de Belgisch/Nederlandse Supercup gewonnen en speelde FC Eindhoven in de UEFA Futsal Champions League in het seizoen nadat het kampioen was geworden.